# Alto Sertão Baiano

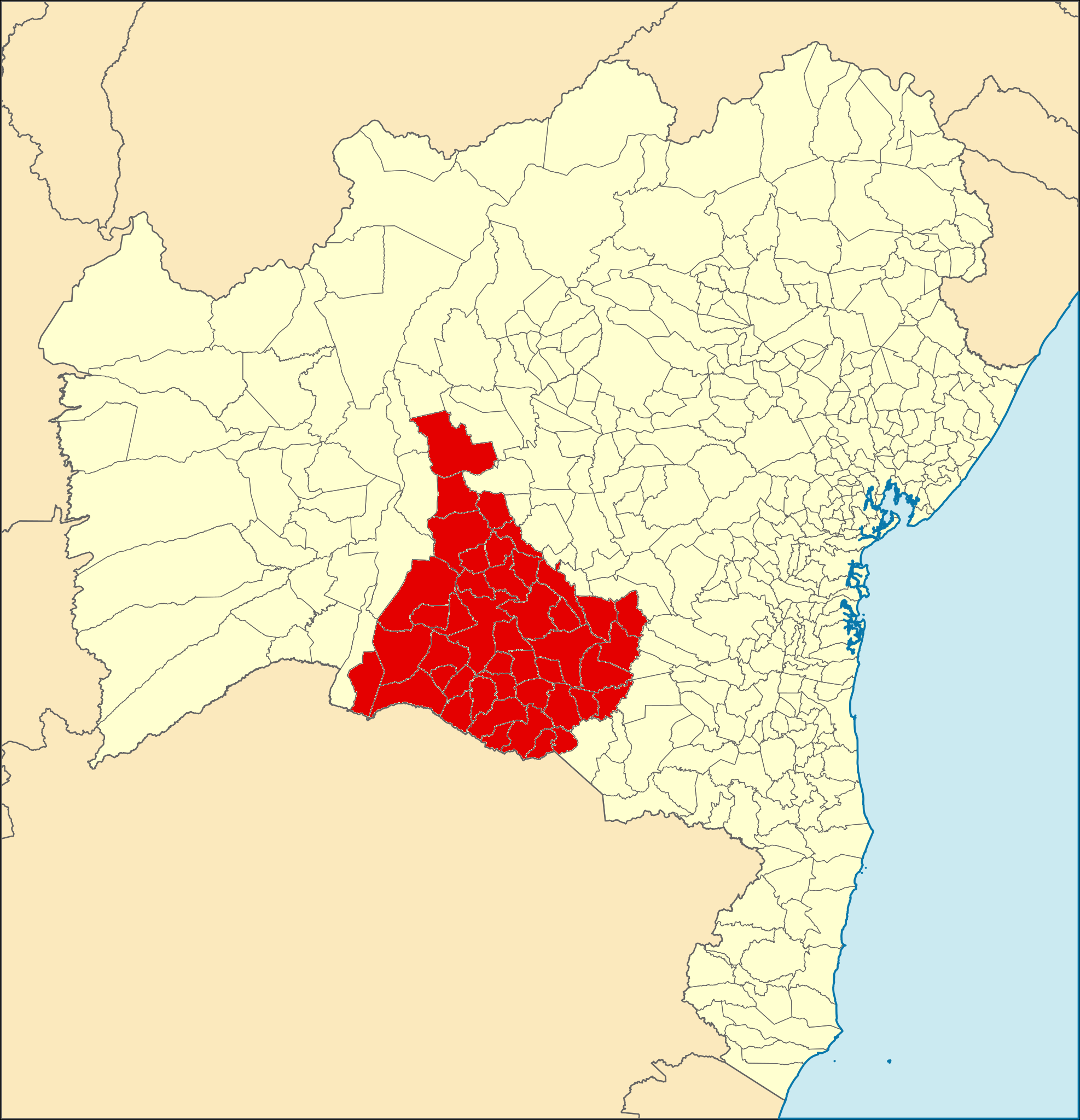
Localização do Alto Sertão Baiano na Bahia.

Alto Sertão Baiano ou Alto Sertão da Bahia é uma região histórica e geográfica localizada no interior do estado brasileiro da Bahia, no sudoeste dessa unidade federativa.

## Definição
Durante o Período Colonial, a região do Alto Sertão Baiano era conhecida como "Sertão de Cima".
A nomenclatura Alto Sertão Baiano não é adotada por órgãos de estatística e planejamento estaduais e federais, mas é bastante utilizada.
Com base nos aspectos geográficos e a definição de documentos acadêmicos, o Alto Sertão Baiano engloba os seguintes municípios pertencentes aos seguintes territórios de identidade (TI) baianos:
- A totalidade do TI do Sertão Produtivo: Brumado, Caculé, Caetité, Candiba, Contendas do Sincorá, Dom Basílio, Guanambi, Ibiassucê, Ituaçu, Iuiú, Lagoa Real, Livramento de Nossa Senhora, Malhada de Pedras, Palmas de Monte Alto, Pindaí, Rio do Antônio, Sebastião Laranjeiras, Tanhaçu, Tanque Novo, Urandi;
- A totalidade do TI da Bacia do Paramirim: Boquira, Botuporã, Caturama, Érico Cardoso, Ibipitanga, Macaúbas, Paramirim, Rio do Pires;
- Alguns municípios do TI do Velho Chico: Igaporã, Matina, Oliveira dos Brejinhos e Riacho de Santana;
- Alguns municípios do TI do Sudoeste Baiano: Aracatu, Caraíbas, Condeúba, Cordeiros, Guajeru, Jacaraci, Licínio de Almeida, Maetinga, Mortugaba, Piripá, Presidente Jânio Quadros;
- Um município do TI da Chapada Diamantina: Rio de Contas.

## História
A região do Alto Sertão Baiano teve como habitantes originários os indígenas jês, genericamente apelidados pelos colonizadores de tapuias, como os cariris e maracás.
Os primeiros não-indígenas a explorarem a região foram provavelmente Gabriel Soares de Sousa e Belchior Dias Moreia, na última década do século XVI e primeira década do século XVII.
A região começou a ser colonizada, de modo disperso, por vaqueiros rendeiros da Casa da Ponte, latifúndio de Antônio Guedes de Brito, na segunda metade do século XVII.
O povoamento do Alto Sertão em maior escala ocorreu no século XVIII, com a chegada de muitos colonos, entre portugueses (maiormente oriundos do Norte de Portugal e incluindo também cristãos-novos), paulistas, mineiros, baianos e pernambucanos, o que se deve à descoberta de ouro nas serras e adjacências dos atuais municípios de Rio de Contas, Livramento de Nossa Senhora, Paramirim e Érico Cardoso no início daquela centúria e de salitre na região de Palmas de Monte Alto em meados dos setecentos e atividades relacionadas, como a agricultura e a pecuária para abastecer as jazidas citadas e também as de Minas Gerais. Os colonizadores que se fixaram em fazendas arrendaram ou adquiriram-nas da Casa da Ponte. Para trabalhar nessas minas e fazendas citadas, foram trazidos muitos africanos escravizados.
Graças à mineração de ouro e atividades relacionadas, surgiram os núcleos alto-sertanejos mais antigos, como Minas do Rio de Contas (atual Rio de Contas), Vila Velha (atual Livramento de Nossa Senhora), Mato Grosso, Morro do Fogo e Caetité. Rio de Contas, junto com Jacobina, era o centro da mineração de ouro na Bahia no século XVIII.
Grande parte dos atuais municípios alto-sertanejos já pertenceram, em algum momento, à vila de Minas do Rio de Contas, criada em 1723.
Com a decadência da mineração de ouro, no final do século XVIII e início do XIX, muitos do que residiam nas vilas e povoados mineradores do Alto Sertão Baiano se dispersaram por essa parte do Sertão, não apenas pelas proximidades dos locais onde residiam. Esses antigos moradores de localidades mineradoras passaram a se dedicar à agricultura policultora e à pecuária.
O Alto Sertão Baiano participou indiretamente da Guerra de Independência da Bahia (1822-3), com o fornecimento de homens para lutar, material bélico e alimentos para as tropas baianas que lutavam contra as tropas portuguesas no Recôncavo pelas vilas de Minas do Rio de Contas e Caetité. Além disso, nessa época e nessa parte do interior da Bahia, muitos portugueses que ali viviam foram perseguidos por nascidos na terra.
No final do século XIX e início do século XX, Caetité era uma das vilas mais desenvolvidas do interior da Bahia, sendo conhecida como “Corte no Sertão”.  
Durante a República Velha (1889-1930), o poder regional nos municípios do Alto Sertão era exercido por oligarquias agrárias (os coronéis), herdeiras das elites regionais desde o período da colonização.
Após a Revolução Sertaneja (1919-20), na qual coronéis e jagunços do interior da Bahia tentaram impedir a posse do governador J. J. Seabra, o Sertão baiano, incluindo o Alto Sertão, começou a receber mais atenção por parte das autoridades.
Até a década de 1920, as estradas dentro do Alto Sertão Baiano e as que ligavam essa região ao restante da Bahia e do Brasil eram herdadas da Era Colonial. Nesse decênio, começaram as construções de estradas “carroçáveis” ligando essa parte do sertão baiano ao restante do estado. Décadas mais tarde, começou a construção de rodovias asfaltadas.
Os melhoramentos nessa parte do Sertão Baiano pelas autoridades públicas não se manifestaram apenas em obras de infraestrutura, mas também na construção de barragens e represas, amenizando as secas.
Na década de 1930, com a mineração, Brumado se tornou uma das principais cidades do Alto Sertão. Mais tarde, na década de 1970, Guanambi também se tornou uma cidade importante na região, graças ao cultivo de algodão nos seus arredores.

## Geografia
Geograficamente falando, o Alto Sertão Baiano, com uma área de 53 mil km², está encaixado entre o Médio São Francisco, o Planalto de Conquista, a Chapada Diamantina e o Norte de Minas e é considerado uma extensão da Serra do Espinhaço na Bahia, localizada ao sul da Chapada Diamantina.  

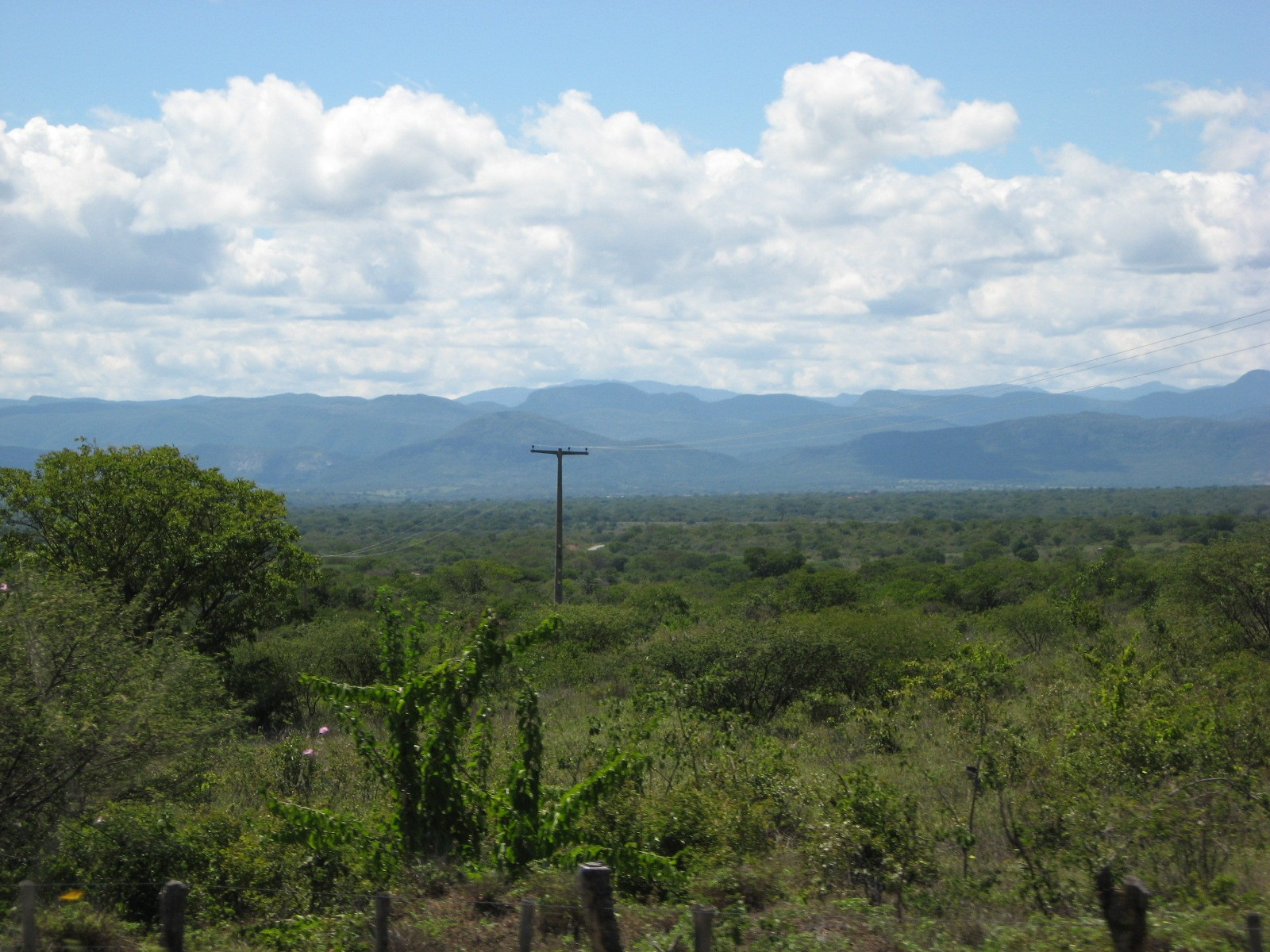
Serras no município de Paramirim.

O relevo do Alto Sertão Baiano é alto e acidentado, se comparado com outras partes da Bahia, exceto a Chapada Diamantina. As altitudes excedem os 400 m em quase todo o Alto Sertão, com exceção de algumas porções dos municípios de Ituaçu e Tanhaçu localizados no vale do Rio de Contas, e o relevo é irregular, sendo possível encontrar regiões relativamente planas e áreas de serras, a grande maioria das quais excedem os 800 m de altitude, com as mais altas – acima dos 1.500 m acima do nível do mar – sendo encontradas em municípios que fazem divisa com a Chapada Diamantina, como Érico Cardoso, Livramento de Nossa Senhora e Rio do Pires.
O clima da região varia desde o tropical semiúmido ao tropical semiárido, sendo, que, nessa área sertaneja, as temperaturas médias anuais variam entre 22 e 25°C e as pluviosidades médias anuais, entre os 400 e 800 mm. Essa região do Sertão da Bahia está totalmente inclusa no chamado Polígono das secas.
A vegetação típica dessa parte da Bahia é a Caatinga e, em muitas partes dessa região, essa vegetação também possui traços de Cerrado.
Os principais rios do Alto Sertão são o de Contas, Brumado, Paramirim e o Gavião.

## Demografia

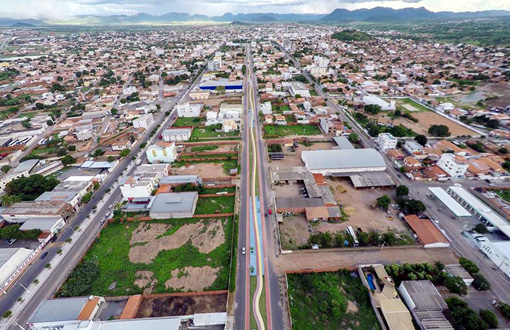
Guanambi, município mais populoso do Alto Sertão Baiano.

Segundo o censo demográfico realizado em 2022, a população do Alto Sertão Baiano, considerando os municípios citados na parte da Definição, é de 828.519 habitantes.
No censo de 2022, os municípios alto-sertanejos mais populosos eram Guanambi (87.817), Brumado (70.512) e Caetité (52.012).
Etnicamente, a maioria da população do Alto Sertão Baiano é fruto da miscigenação entre portugueses, indígenas e africanos.

## Economia
As principais atividades econômicas da região do Alto Sertão Baiano são a agricultura, a pecuária e a mineração.
A construção da Ferrovia de Integração Oeste Leste (Fiol), com uma extensão de 1,5 mil quilômetros conectando Figueirópolis (TO) ao porto de Ilhéus (BA), por meio da qual serão transportados grãos e minérios, traz perspectivas econômicas para o Alto Sertão Baiano, já que essa estrada de ferro cruzará municípios da região. No entanto, dentre os problemas ocasionados pelas obras, estão danos às casas e lavouras de moradores da zona rural, incluindo de comunidades tradicionais, e os impactos ao meio ambiente.
O município de Livramento de Nossa Senhora se destaca pelo cultivo de manga, sendo um dos maiores produtores da fruta no Brasil.
No Alto Sertão Baiano está um dos maiores complexos eólicos da América do Sul - o do Alto Sertão -, localizado entre os municípios de Guanambi, Caetité, Igaporã e Pindaí.

## Cultura e turismo

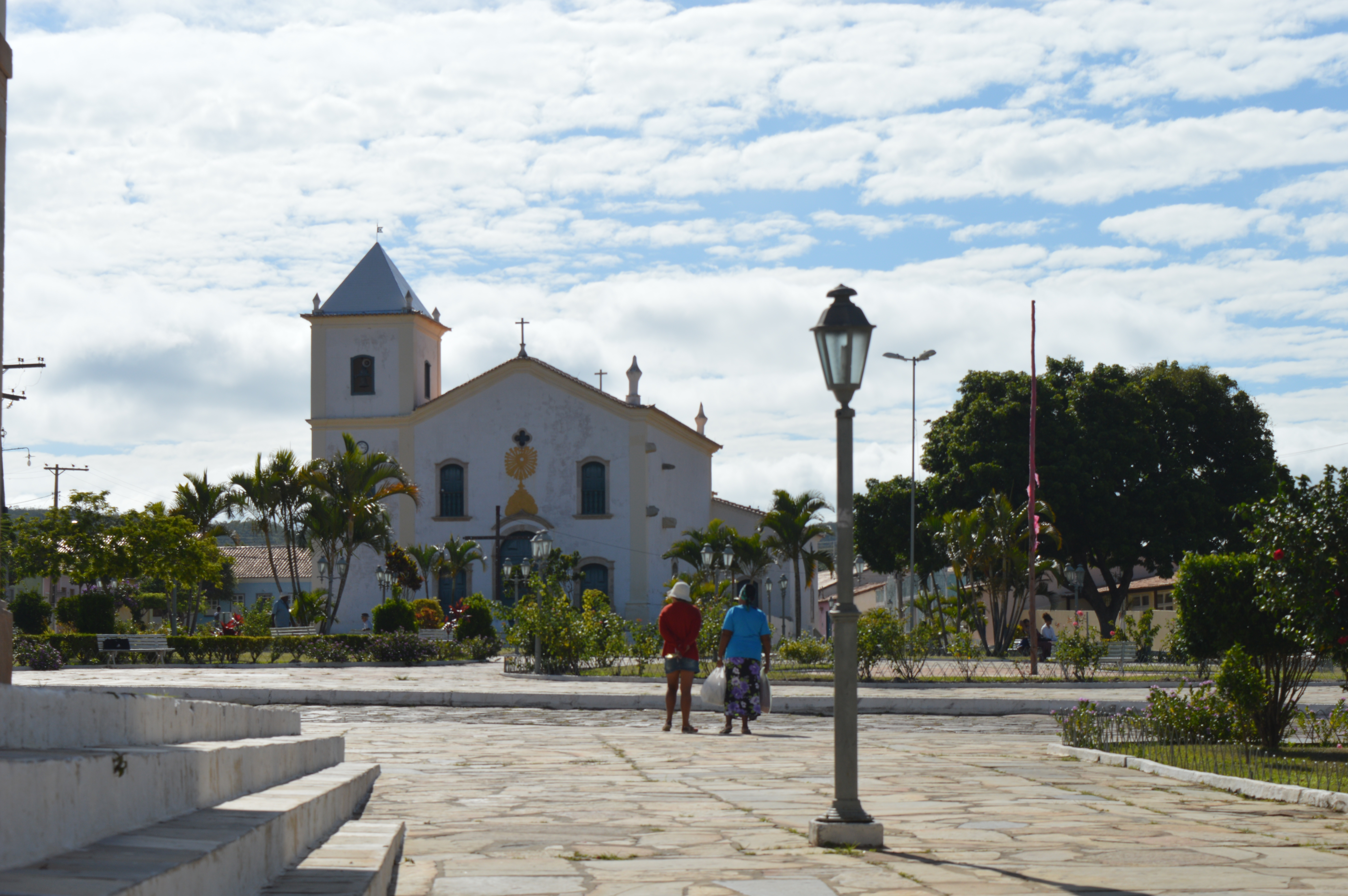
Praça da Matriz de Rio de Contas.

As principais manifestações culturais dessa parte da Bahia são a Festa Junina e o Reisado.
Rio de Contas é o principal polo turístico alto-sertanejo, destacando-se pelo seu casario histórico e ecoturismo. Há outras áreas com potencial turístico, ainda pouco explorado, como Caetité, que conta com patrimônio histórico, e o Parque Estadual da Serra dos Montes Altos, com seu ecoturismo.